# Epictia antoniogarciai
Epictia antoniogarciai — вид змій родини струнких сліпунів (Leptotyphlopidae). Ендемік Перу. Вид названий на честь перуанського біолога Антоніо Гарсії Браво.

## Поширення і екологія
Epictia antoniogarciai відомі за кількома зразками, зібраними в регіонах Кахамарка і Амасонас на півночі Перу. Вони живуть в сухих лісах в долині Мараньйону.